# Ricky Pierce
Ricky Charles Pierce (ur. 19 sierpnia 1959 w Dallas) – amerykański koszykarz, występujący na pozycjach rzucającego obrońcy lub niskiego skrzydłowego, uczestnik NBA All-Star Game. Otrzymał dwukrotnie nagrodę dla najlepszego rezerwowego sezonu.
W sezonie 1985/1986 zajął drugie miejsce w głosowaniu na najlepszego „szóstego” zawodnika ligi.

## Osiągnięcia

### NCAA
- Zawodnik roku konferencji Southwest (1982)[4]

### NBA
- Uczestnik meczu gwiazd NBA (1991)[1]
- 2-krotnie wybierany najlepszym rezerwowym sezonu (1987, 1990)[2]
- Lider play-off w skuteczności rzutów za 3 punkty (1989)[5]